# SN 2007bq
SN 2007bq – supernowa typu II odkryta 3 kwietnia 2007 roku w galaktyce A154704-0643. W momencie odkrycia miała maksymalną jasność 18,80m.